# Петко-Каравелово
Пе́тко-Караве́лово (болг. Петко Каравелово) — село у Великотирновській області Болгарії. Входить до складу общини Польський Тримбеш.

## Населення
За даними перепису населення 2011 року у селі проживали 1699 осіб.
Національний склад населення села:
| Національність   | Кількість осіб | Відсоток |
| ---------------- | -------------- | -------- |
| турки            | 982            | 58,7%    |
| болгари          | 668            | 40,0%    |
| цигани           | 5              | 0,3%     |
| інша             | 0              | 0%       |
| не визначились   | 17             | 1,0%     |
| Всього відповіли | 1672           |          |

Розподіл населення за віком у 2011 році:
Динаміка населення: